# Slobodan Aljančić
Slobodan Aljančić (srbsko Слободан Аљанчић), srbski matematik, * 1922, † 1993.
Aljančić je bil profesor na Univerzi na Beogradu. Napisal je več del iz teorije realnih funkcij.